# 玫瑰十字古老神秘教團
玫瑰十字古老神秘教團（英文：Ancient Mystical Order Rosae Crucis，縮寫：AMORC），是目前全球最大的玫瑰十字會組織，由哈維·斯潘塞·劉易斯創立於1915年。
被認為是最早的國際非政府組織。AMORC認為其標誌沒有宗教內涵，玫瑰十字符號較基督教還較早出現，十字架象徵性地代表人體和玫瑰代表個體的展開知覺。